# Гарднер (лунный кратер)
Кратер Гарднер (лат. Gardner) — маленький ударный кратер в юго-западной части Залива Любви Моря Спокойствия на видимой стороне Луны. Название присвоено в честь американского физика Ирвина Гарднера (1889—1972) и утверждено Международным астрономическим союзом в 1976 г. 

## Описание кратера

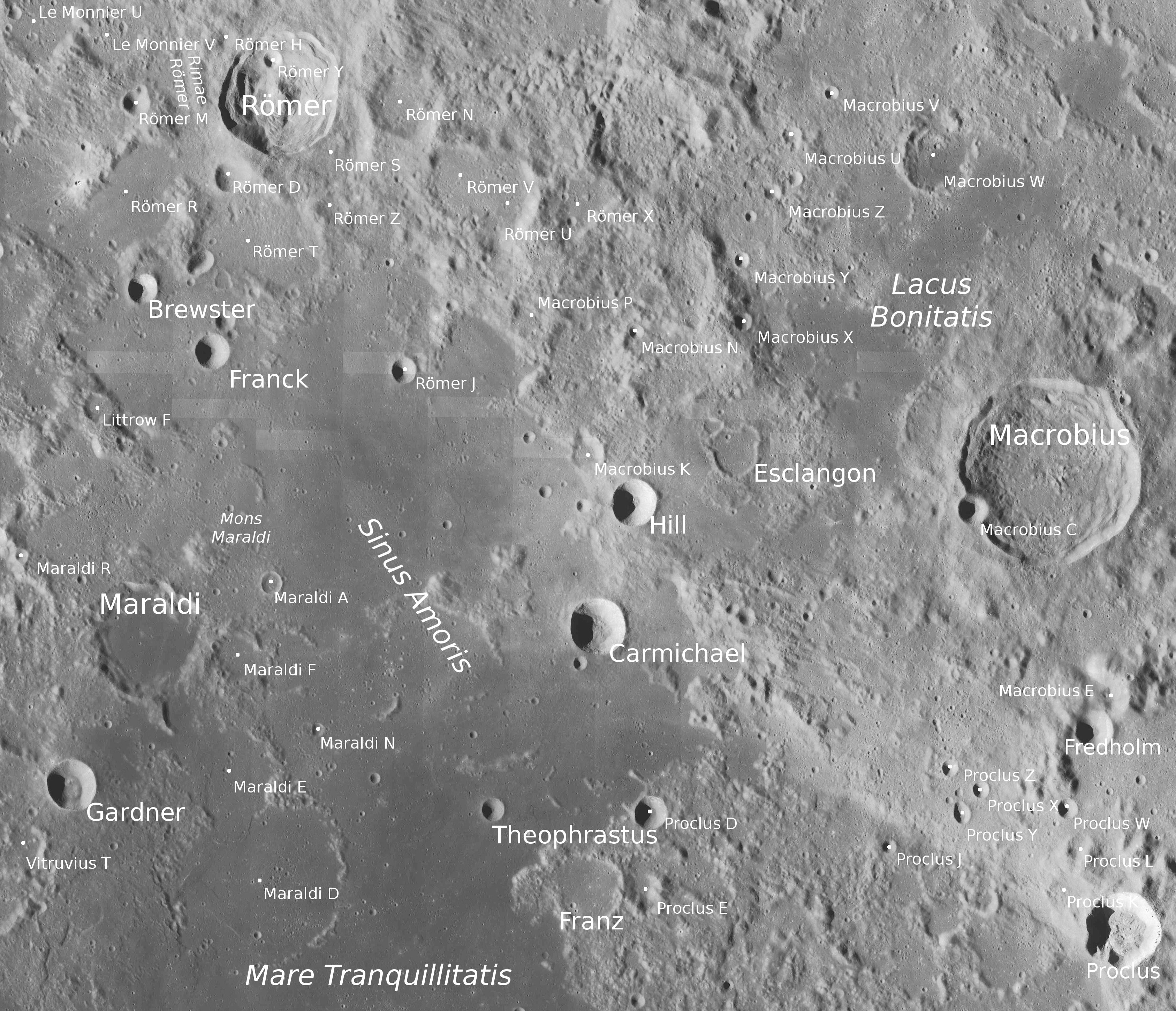
Окрестности кратера Гарднер. Снимок Lunar Reconnaissance Orbiter.

Ближайшими соседями кратера являются кратер Витрувий на западе, кратер Литтров на северо-западе, кратер Маральди на севере-северо-востоке, кратер Теофраст на востоке, кратер Луциан на юго-востоке, а также кратер Кахаль на юго-западе. На западе-северо-западе от кратера находится пик Витрувия, на востоке-юго-востоке Болото Сна, на юго-востоке борозда Коши, на юго-западе гряды Барлоу. На юге от кратера лежит Море Спокойствия. Участок местности к югу-юго-западу от кратера неофициально именуется мегакупол Гарднера. Селенографические координаты центра кратера 17°45′ с. ш. 33°49′ в. д. / 17,75° с. ш. 33,81° в. д., диаметр 17,6 км, глубина 2,9 км.

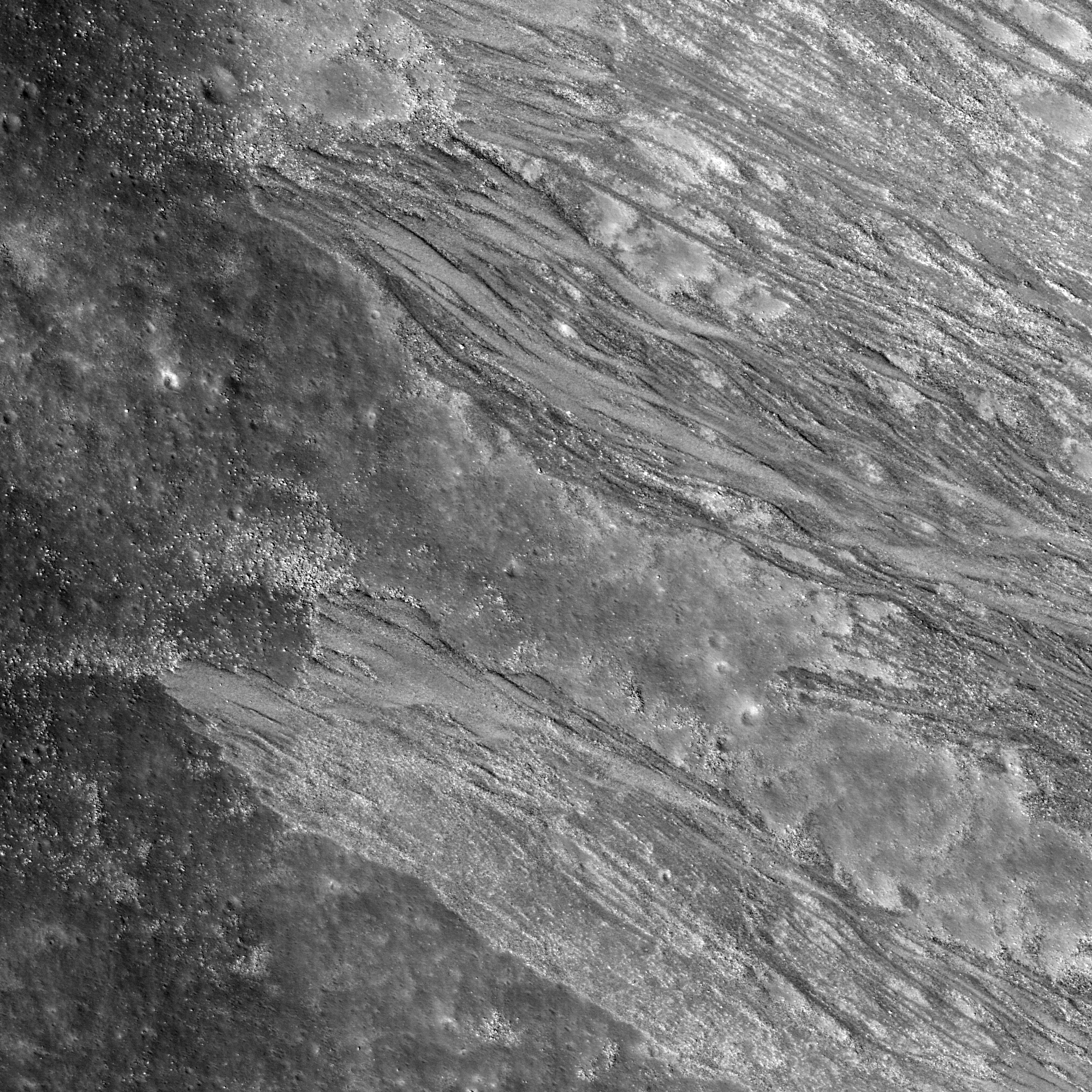
Осыпи пород у подножия юго-восточного участка внутреннего склона кратера Гарднер. Снимок Lunar Reconnaissance Orbiter.

Кратер имеет циркулярную чашеобразную форму с небольшим участком плоского дна диаметром в половину диаметра кратера, практически не подвергся разрушению, кромка вала четко очерчена. Средняя высота вала кратера над окружающей местностью 750 м. В южной части чаши находится небольшое поднятие. По морфологическим признакам кратер относится к типу BIO (по названию типичного представителя этого класса – кратера Био). В кратере Гарднер зарегистрированы термальные аномалии во время лунных затмений. Это явление объясняется небольшим возрастом кратера и отсутствием достаточного слоя реголита, оказывающего термоизолирующее действие.
До своего переименования в 1976 г. кратер именовался сателлитным кратером Витрувий А.

## Сателлитные кратеры
Отсутствуют.